# Круглов, Андрей Николаевич
Андре́й Никола́евич Кругло́в (укр. Андрій Миколайович Круглов; 8 июня 1979, Шепетовка) — украинский военнослужащий, подполковник, участник российско-украинской войны. Герой Украины (2022).

## Биография
Родился 8 июня 1979 года в городе Шепетовка Хмельницкой области. Окончил Харьковский национальный университет Воздушных Сил имени Ивана Кожедуба. С 2000 года служит в Вооружённых силах Украины. Командует отдельным зенитным ракетным дивизионом, вооружённым комплексами «Бук-М1». С начала полномасштабного вторжения России в Украину 24 февраля 2022 года проявил себя как опытный командир: вывел свой дивизион из-под удара противника, лично уничтожил два российских вертолёта и один самолёт. Всего его подразделение сбило 41 воздушную цель из 45 пусков.

## Награды
- Звание «Герой Украины» с удостоением ордена «Золотая Звезда» (28 февраля 2022) — за личное мужество и героизм, проявленные в защите государственного суверенитета и территориальной целостности Украины, верность военной присяге[1].
- Медаль «За военную службу Украине» (10 октября 2019) — за личное мужество и отвагу, проявленные в защите государственных интересов, укрепление обороноспособности и безопасности Украины[2].